# Hemisurcula
Hemisurcula is een geslacht van uitgestorven weekdieren uit de klasse van de Gastropoda (slakken).

## Soort
- Hemisurcula oborni (Marwick, 1960) †